# Saissetia monotes
Saissetia monotes är en insektsart. Saissetia monotes ingår i släktet Saissetia och familjen skålsköldlöss.

## Underarter
Arten delas in i följande underarter:
- S. m. monotes
- S. m. pretoriae